# Daniel Pietta
Daniel Pietta, nemški hokejist, * 9. december 1986, Krefeld, Nemčija
Trenutno igra za nemški klub Krefeld Pinguine in je tudi njihov kapetan. Z nemško reprezentanco je nastopil na svetovnem prvenstvu v hokeju na ledu 2018 na Danskem.